# Elixiaceae
Elixiaceae är en familj av lavar. Enligt Catalogue of Life ingår Elixiaceae i ordningen Umbilicariales, klassen Lecanoromycetes, divisionen sporsäcksvampar och riket svampar, men enligt Dyntaxa är tillhörigheten istället klassen Lecanoromycetes, divisionen sporsäcksvampar och riket svampar.
|            | Rhizoplacopsidaceae      |
|            |                          |
|            | Umbilicariaceae          |
|            |                          |
|            | Ophioparmaceae           |
|            |                          |
|            | Fuscideaceae             |
|            |                          |
| Elixiaceae | \| \| Elixia \| \| \| \| |
|            | \| \| Elixia \| \| \| \| |
|            | Elixia                   |
|            |                          |

|  | Elixia |
|  |        |